# Révolution haïtienne de 1908
La révolution haïtienne de 1908 est un mouvement populaire insurrectionnel qui renversa le roi Henri III d’Haïti, le 2 décembre 1908. Cette révolution permet un retour au régime républicain avec le général François-Antoine Simon, meneur de l’insurrection, qui se fait élire président de la République le 17 décembre suivant.

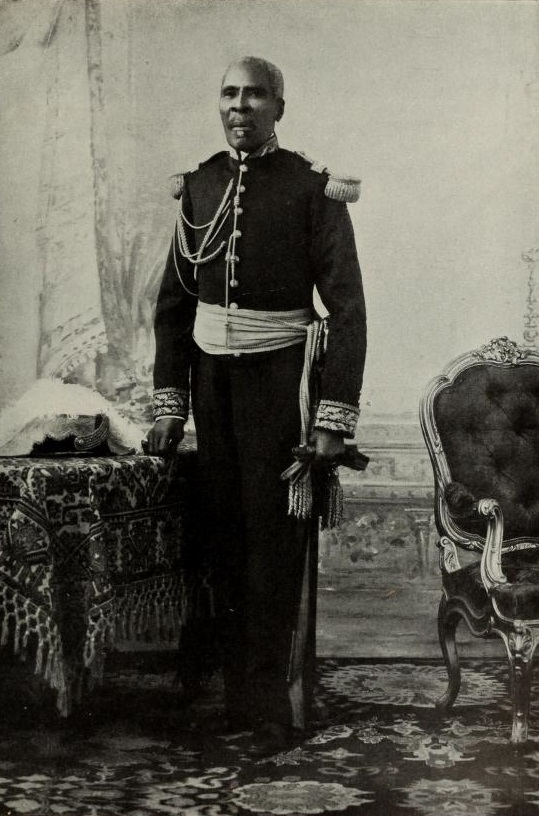
Le roi Henri III d’Haïti.

## Avant 1908
Pierre Nord Alexis est le petit-fils du roi Henri Ier, second monarque d'Haïti entre 1807 et 1820. Après plusieurs tentatives infructueuses, Alexis accède enfin au pouvoir le 21 décembre 1902, en menant les troupes lui étant restées fidèles à la Chambre des députés et les forçant à le déclarer roi sous le nom de Henri III. Le nouveau roi parvient à rester au pouvoir les six années suivantes, bien que son régime ne cesse de faire face à des rébellions, et que son gouvernement soit fréquemment accusé de dérives totalitaires.

## La Rébellion
La politique répressive du vieux monarque unifie les partisans de Joseph Anténor Firmin, qui lancent une nouvelle révolte contre le régime. Bien que la révolte soit écrasée, elle exacerbe les problèmes économiques du pays. Une famine qui se déclenche dans le sud la même année provoque des émeutes de la faim violentes et une nouvelle rébellion, menée par le général républicain François-Antoine Simon. Chassé du pouvoir le 2 décembre, le roi déchu s’exile en Jamaïque, où il meurt en 1910.